# Розарій Семи Скорбот
Розарій семи скорбот, відомий також як Вервиця до семи мечів болю Божої Матері або Сервітний Розарій, — це молитва на основі розарію, що виникла в ордені Сервітів. Він часто читається разом з Сімома скорботами Діви Марії.

Це розарій, що складається з кільця із семи груп семи бусин, розділених невеликою медаллю із зображенням однієї печалі Марії, або однієї бусини. Наступна серія з трьох бусин і медалі також прикріплена до ланцюга (перед першим «горем»), і вони присвячені молитві на честь Сліз Марії, а також для позначення початку вервички. Зазвичай бусини з чорного дерева або якогось іншого чорного матеріалу, що вказує на скорботу. Його також називали Розарієм семи мечів, посилаючись на пророцтво Симеона:
"Симеон же благословив їх і сказав до його матері Марії: “Ось цей поставлений для падіння й підняття багатьох в Ізраїлі; він буде знаком протиріччя, та й тобі самій меч прошиє душу, щоб відкрились думки багатьох сердець.”." Лк. 2:34–35
Він отримав схвалення завдяки наданню індульгенцій папи Бенедикта XII, папи Климента XII та папи Климента XII

## Історія
Стаття пов'язана з Орденом Сервітів
Почитання Скорботної Матері (англ. Our Lady of Sorrows) зародилася в тринадцятому столітті, коли в 1240 році семеро високопрофесійних чоловіків з Флоренції, який був важливим комерційним центром Європи, під випливом духа покаяння, відійшли від світу, щоб помолитися і служити Господу, ведучи життя покаяння, молитви та служіння Марії.
Через велику кількість відвідувачів вони знову відійшли до Монте-Сенаріо, де сформувався орден сервітів (слуги Марії). До 1244 року під керівництвом святого Петра з Верони вони почали носити релігійні габіти, схожі на домініканські, і почали жити за уставом святого Августина. Сервіти присвятили свою молитву розарію семи скорбот. Вибір числа виходив із символічного значення числа сім, що означає повноту, досконалість та благодать. Отже, перераховані лише основні скорботи.
Вервичка згадує скорботи Діви Марії, яка співстраждала стражданням та смерті свого Божественного Сина. Сім Скорбот взяті з подій Святого Письма, це почитання має довгу історію і розвивається поступово. До офіційного схвалення папи Пія VII Орден Сервітів мав дозвіл у 1668 р. відзначати Свято семи Скорбот, оскільки Орден сприяв популяризації почитання Семи Скорбот. Члени ордена Сервітів активно закликали молитись Вервицю Семи Скорбот за часів Чорної смерті, тобто чуми (1347–1351).

## Методи медитації
Є різні способи молитви цієї вервички. Ця набоженство може тривати протягом тижня, вшановуючи одне горе, кожен день, або його можна молитися цілим за один день.

Метод, представленний версією "Раккольта 1866 року. Молитва починається зі знаку хреста та акту скорботи. Кожна скорбота оголошується, (а в деяких варіантах  промовляється медитативна молитва або відрізок від гімну Стабат Матер). Потім на окремій бусині говориться Отче наш, потім Радуйся Маріє на кожній із семи бусин. Потім деякі закінчують Радуйся Маріє з коротким закликом до Матері Божої Скорботної (Зазвичай: "Скорботне і Непорочне Серце Марії молись за нас"), або "Слава Отцю і Сину..." Після цього промовляється наступна скорбота і здійснюється тим самим способом, поки всі семеро скорбот не закінчаться. Промовляють три Радуйся Маріє, присвячені її сльозам, а потім промовляють заключну молитву. Найбільш відома або традиційна молитва завершення в англомовному світі полягає в наступному:
В. Молись за нас, О Найскорботніша Діво.

У. Щоб ми удостоїлись обітниць Христових.
Помолімося.
Господи Ісусе, ми благаємо тепер, і в годину смерті нашої, заступництва найсвятішої Діви Марії, Твоєї Матері, чию душу пронизав меч скорбот під час Твоїх Страстей. Дай нам милість про котру тебе просимо, о Спасителю світу, що живеш і царюєш разом з Отцем і Святим Духом, на віки віків. Амінь.

## Мати Божа Кібехська
Див. статтю «Мати Божа Кібехська»

2 липня 2001 р. Святий Престол оприлюднив декларацію єпископа Августина Місаго (англ.Augustin Misago) з Гіконгоро про об'явлення, яке відбулося в 1982-83 рр. В Кібехо, Руанда, про які заявлялось, що вони гідні довіри. Діва Марія доручила одному з візіонерів (Марі-Клер Мукаганго), поширити почитання Розарію Семи Скорбот. За словами візіонера, вона цитує: 
“Треба роздумувати над Страстями Ісуса та над глибокими печалями Його Матері. Треба щодня читати Розарій, а також Розарій Семи Скорбот Марії, щоб отримати ласку покаяння.”

(англ. “One must meditate on the Passion of Jesus, and on the deep sorrows of His Mother. One must recite the Rosary every day, and also the Rosary of the Seven Sorrows of Mary, to obtain the favour of repentance.”)